# Gavarda
Gavarda (spanisch Gabarda) ist eine Gemeinde (Municipio) mit 1.036 Einwohnern (Stand: 2024) in der spanischen Provinz Valencia. Sie befindet sich in der Comarca Ribera Alta.

## Geografie
Gavarda liegt etwa 38 Kilometer südsüdwestlich von Valencia in einer Höhe von ca. 35 m. Der Río Júcar (valencianisch: Xúquer) begrenzt die Gemeinde im Süden. Durch die Gemeinde führt die Autovía A-7.

## Demografie
| 1900 | 1930 | 1950 | 1970 | 1981 | 1991 | 2001 | 2011 | 2021 |
| ---- | ---- | ---- | ---- | ---- | ---- | ---- | ---- | ---- |
| 736  | 1106 | 1174 | 1265 | 1228 | 1250 | 1169 | 1114 | 1035 |

## Sehenswürdigkeiten

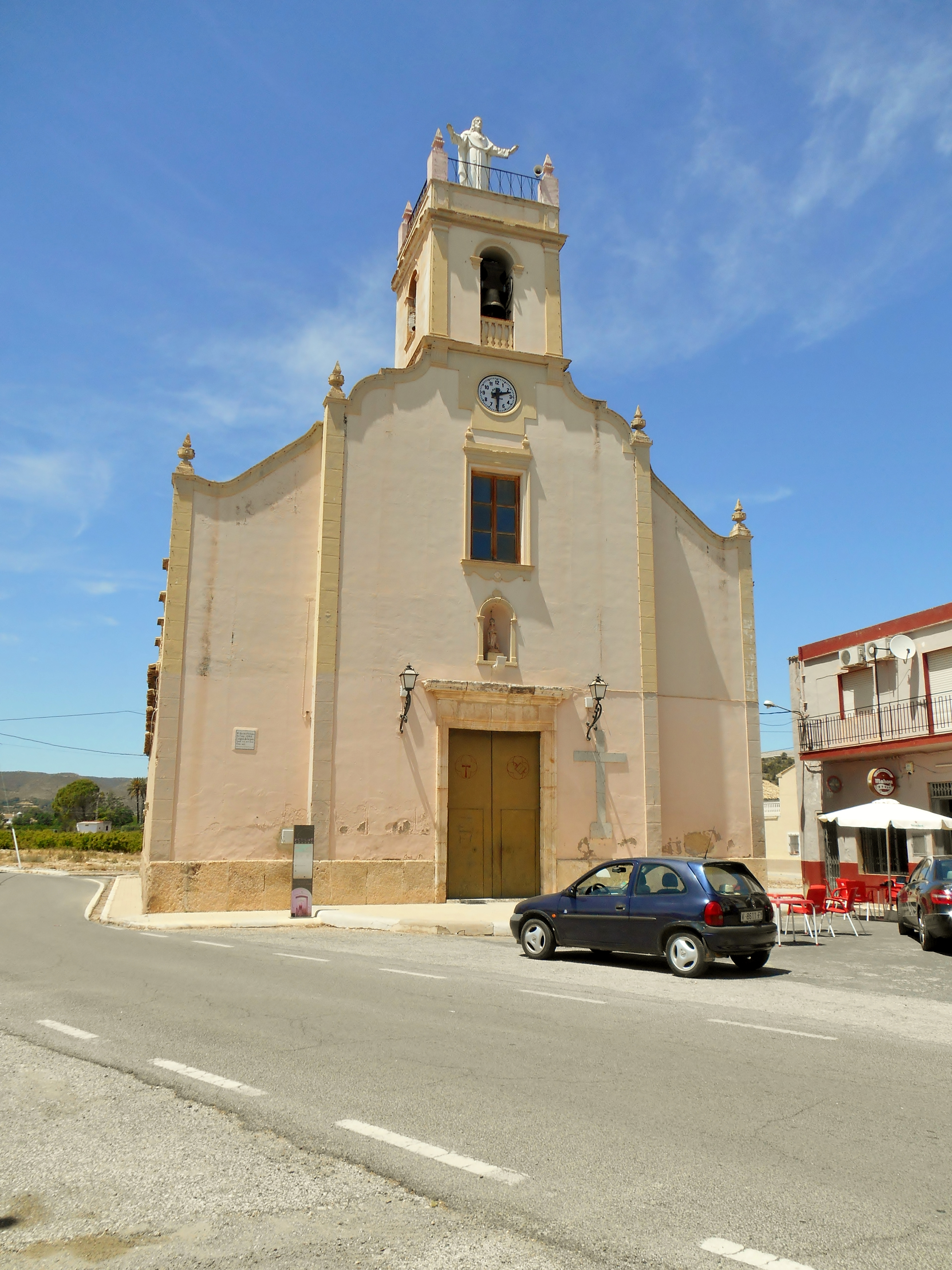
Kirche der Unbefleckten Empfängnis
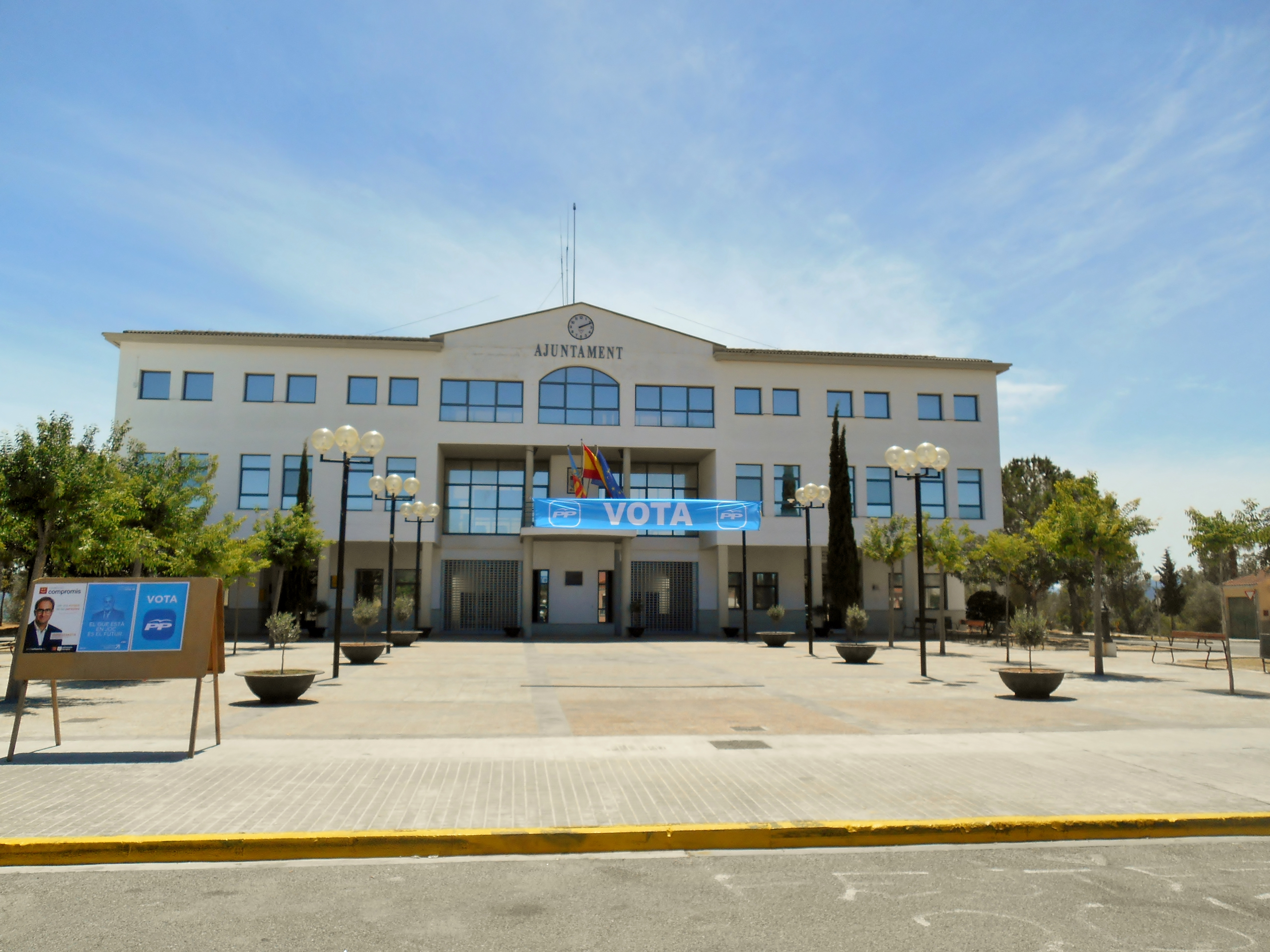
Rathaus

- Kirche der Unbefleckten Empfängnis
- Rathaus